# Albinia Hobart, Condessa de Buckinghamshire
Albinia Hobart (nascida Bertie; c. 3 de novembro de 1738 – Nocton, 11 de março de 1816) foi uma aristocrata britânica. Ela foi condessa de Buckinghamshire pelo seu casamento com George Hobart, 3.º Conde de Buckinghamshire. Albinia foi tema de inúmeras sátiras devido ao seu tamanho físico, seu estilo de vida, extravagância, e apostas, como pode ter visto nas publicações de James Gillray, Thomas Rowlandson, entre outros. Ela apareceu em mais de 50 sátiras que existem até hoje.

## Família
Albinia foi a filha de Vere Bertie, um membro do Parlamento, e de Anne Casey.
Os seus avós paternos foram Robert Bertie, 1.° Duque de Ancaster e Kesteven e Albinia Farrington. Sua mãe era filha ilegítima de Sir Cecil Wray, 11.º Baronete Wray de Glentworth, em Lincolnshire, com uma mulher de nome desconhecido.
Ela teve uma meia-irmã, Anne Louisa, esposa do tenente-general Sir Charles Stuart, filho de John Stuart, 3.º Conde de Bute.

## Biografia

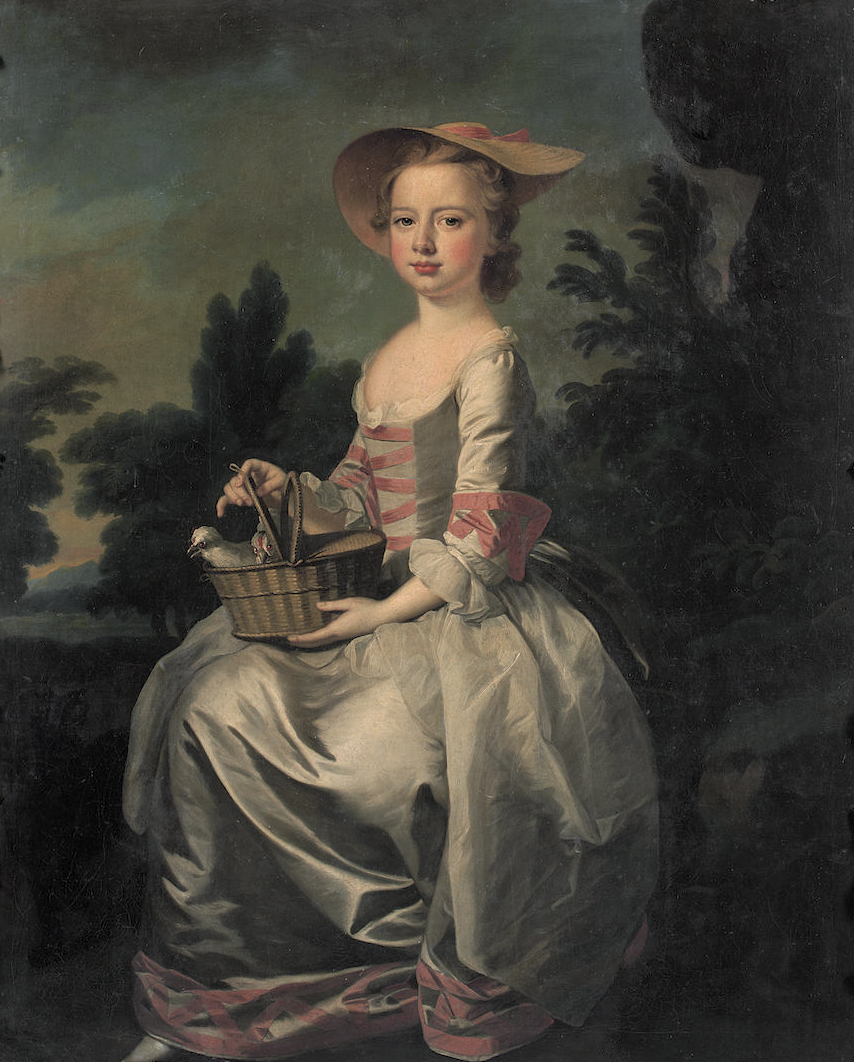
Albinia, quando criança, pintada por Thomas Hudson.

Apesar da mãe de Albinia ser uma filha ilegítima, Sir Cecil Wray fez de Anne a sua herdeira no seu testamento datado de 21 da janeiro de 1735 ou 1736, lhe deixando a quantia £14.000 (o equivalente a £2.762.000 em 2023), além de todas as suas propriedades.  Mais tarde, Albinia acabou herdando toda a fortuna da mãe.
Em 16 de maio de 1757, aos 18 anos, Albinia se casou com George Hobart, de 25, o futuro conde de Buckinghamshire, na cidade de Chislehurst, em Kent. George era filho de John Hobart, 1.º Conde de Buckinghamshire e de sua segunda esposa, Elizabeth Bristow.
Em 1762, George foi secretário da embaixada em São Petersburgo, na Rússia. O conde tentou várias carreiras, mas falhou, e se consolava com suas amantes.
Albinia se tornou condessa de Buckinghamshire quando o marido herdou o título, em 3 de agosto 1793. O casal teve oito filhos, quatro homens e quatro mulheres.
A família residia em Hobart House, no distrito de Ham, em Londres, uma residência que foi supostamente inspirada em Sanssouci, o palácio de verão do rei Frederico II da Prússia. Na casa a condessa dava festas luxuosas, as quais incluíam apresentações que ela e suas filhas realizavam. Essas festas eram frequentadas pela alta sociedade, inclusive pelos príncipes britânicos.
Albinia costumava apostar com frequência, principalmente no jogo Faro, que era popular na época. A condessa de Buckingham, até mesmo, permitia que sua casa fosse usada para apostas de alto risco, apesar de não possuir uma licença para tal. Como resultado disso, a condessa perdeu muito dinheiro (assim como o marido) e teve problemas com as autoridades. Outras personalidades da época que eram conhecidas pelo seu amor às apostas eram Charles James Fox e Georgiana Cavendish, Duquesa de Devonshire.
A imprensa via as apostas ilegais e as festas luxuosas de Albinia como um alvo legítimo. Devido a isso, muito se comentava sobre o tamanho crescente da nobre, e o seu amor pela moda extravagante que, as pessoas consideravam, deveria ser usada pelas filhas dela, e não por Albinia. O seu peso, resultado de várias gravidezes, foi alvo de sátiras, pois era considerado um sinal de luxo aristocrático; depois da Revolução Francesa, muitos temiam que os hábitos degenerados dos ricos ameaçavam a ordem social. Algumas das sátiras até chegaram a insinuar que o peso da condessa era um impedimento para relações sexuais.

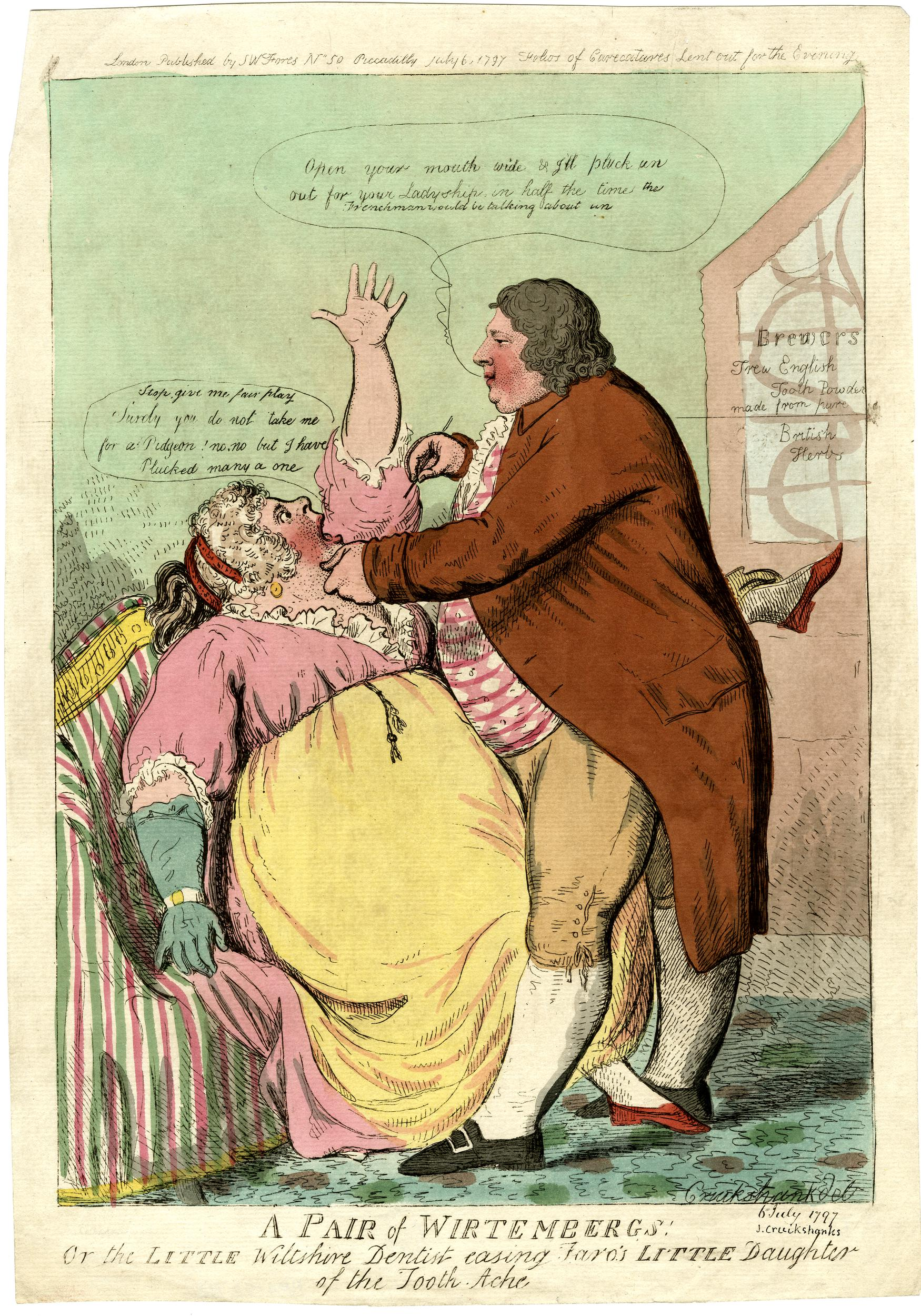
Uma sátira ridicularizando a condessa feita por Isaac Cruikshank, hoje parte da coleção do Museu Britânico.

Albinia se tornou uma figura importante na batalha política nas eleições gerais de 1784, no distrito eleitoral de Westminster. Pelo lado de Charles James Fox, acusavam a sua apoiadora, a duquesa de Devonshire, de beijar os eleitores nas ruas pela promessa de seus votos, e pelo lado da condessa de Buckinghamshire, ela apoiava o seu parente, Cecil Wray, 13.º Baronete Wray. A sua figura obesa era contrastada com a beleza da duquesa de Devonshire pelos autores de sátiras da época; Albina chegou a ter a sua aparência comparada a de uma "bisteca." 
Em 5 de janeiro de 1785 houve um incidente na Opera House envolvendo Albinia e a esposa do senhor Salisbury. A condessa estava para sair em viagem, e havia alugado um camarote, porém, o mesmo foi alugado, posteriormente, por James Cecil, 1.º Marquês de Salisbury, para a sua esposa, Emily. Quando a condessa de Buckinghamshire apareceu no evento e exigiu entrar, ela se deparou com o seu camarote trancado. Como consequência, ela ocupou outro lugar, mas, numa outra apresentação, apareceu com o senhor North, que quebrou a porta para abri-la, e assim os dois ocuparam o camarote original. O Príncipe de Gales estava presente, e felicitou a dupla pela invasão.
A partir da morte do marido em 14 de novembro de 1804, Albinia se tornou condessa viúva de Buckinghamshire. Ela não se casou novamente.
Albinia morreu em 11 de março de 1816, aos 77 anos, e foi enterrada ao lado do marido no Cemitério de Todos os Santos, na vila de Nocton, no condado de Lincolnshire.

## Descendência
- Charles Hobart (m. 1782), um tenente na Marinha Real, foi morto em combate;
- Charlotte Hobart, esposa de Edward Disbrowe, com quem teve um filho, Sir Edward Cromwell Disbrowe, membro do parlamento;
- Albinia Hobart (19 de abril de 1759 – 2 de agosto de 1850), foi casada com Richard Cumberland, capitão de infantaria, com quem teve uma filha, chamada Albinia Elizabeth;
- Robert Hobart, 4.° Conde de Buckinghamshire (6 de maio de 1760 – 4 de fevereiro de 1816), sucessor do pai e membro do parlamento. Foi casado com Margaretta Bourke, com quem teve dois filhos, e, após sua morte, se casou com Eleanor Agnes Eden, mas não teve mais filhos. Hobart, a capital da Tasmânia, recebeu o seu nome em homenagem a ele.
- George Vere Hobart (1761 – 5 de dezembro de 1802), tenente-governador do Canadá. Foi casado primeiro com Jane Cataneo, e teve três filhos, e depois com Janet Maclean, e teve mais uma filha;
- Maria Frances Mary Hobart (c. 1762 – 23 de abril de 1794), foi esposa de George Augustus North, 3.° Conde de Guilford, com quem teve dois filhos;
- Henrietta Anna Barbara Hobart (c. 1762 – 12 de dezembro de 1828), esposa de John Sullivan, Conselheiro Privado em 1805. Teve quatro filhos;
- Henry Lewis Hobart (1774 – 8 de maio de 1846), reitor de Windsor. Foi marido de Charlotte Selina Moore, com quem teve quatro filhos.